# 励光甫墓
励光甫墓位于中国浙江省宁波市鄞州区东吴镇画龙村杨家自然村，民国墓葬，墓坐东朝西，为馒头型墓穴，架面为水泥仿石结构，2010年9月公布为鄞州区文物保护单位。